# Mistral (cratère)
Pour les articles homonymes, voir Mistral.
Mistral est un cratère d'impact présent sur la surface de Mercure. 
Le cratère fut ainsi nommé par l'Union astronomique internationale en 1976 en hommage à la poétesse chilienne Gabriela Mistral. 
Son diamètre est de 102 km. Il se situe dans le quadrangle de Kuiper (quadrangle H-6) de Mercure.